# Nurfitriyana Saiman
Nurfitriyana Saiman-Lantang (* 7. března 1962 Jakarta, Indonésie) je bývalá indonéská lukostřelkyně. Jejím největším sportovním úspěchem je zisk stříbrné olympijské medaile ze závodu družstev z olympiády v Soulu v roce 1988, kterou vybojovala společně s Handayani a Wardhani.
Saiman se účastnila tří olympiád. V roce 1988 v Soulu, kromě již zmiňovaného stříbra z týmového závodu, obsadila 9. místo v závodě individuálním. V roce 1992 na hrách v Barceloně obsadila v individuálním závodě 33. místo a v týmové soutěži 9. místo. Na hrách v Atlantě v roce 1996 se v individuálním závodě umístila na 32. a v týmové soutěži na 15. místě.